# Antoni (Bartoszewicz)
Antoni, imię świeckie Andriej Gieorgijewicz Bartoszewicz (ur. w listopadzie 1910 w Petersburgu, zm. 3 października 1993 w Genewie) – rosyjski biskup prawosławny.

## Życiorys
Był synem pułkownika armii rosyjskiej Jurija (Gieorgija) Bartoszewicza i jego żony Ksienii zd. Tymkowskiej. Jego rodzina była głęboko religijna. Brat przyszłego biskupa, Lew (w monasterze Leoncjusz), również został prawosławnym biskupem w Cerkwi Zagranicznej.
Gieorgij Bartoszewicz przystąpił do Białych w czasie wojny domowej w Rosji, a następnie emigrował do Belgradu, natomiast jego małżonka z dziećmi udała się do Kijowa. W 1924 Ksienija Bartoszewicz również wyjechała do Królestwa SHS, tam Andriej Bartoszewicz ukończył gimnazjum rosyjsko-serbskie. W 1931 rozpoczął studia na wydziale technicznym Uniwersytetu Belgradzkiego, jednak ich nie ukończył, gdyż po III roku przeniósł się na wydział teologii prawosławnej i tam uzyskał dyplom. Wśród wykładowców, którzy wywarli na niego szczególny wpływ, był serbski mnich Justyn (Popović) i rosyjski teolog Siergiej Troicki. Otrzymywał także kontakty z Pierwszym Hierarchą Rosyjskiego Kościoła Prawosławnego poza granicami Rosji, metropolitą Antonim. W czasie studiów uczęszczał na kurs ikonopisarski do Pimiena Sofronowa. Dzięki zdobytym w tym czasie umiejętnościom napisał ikonę Wszystkich Świętych Ziemi Ruskiej dla cerkwi Trójcy Świętej w Belgradzie oraz Zstąpienie do Piekieł dla kaplicy Iwerskiej Ikony Matki Bożej w Belgradzie, gdzie pochowano metropolitę Antoniego.
W okresie studiów pozostawał pod opieką duchową schimnicha Ambrożego (Kurganowa) z monasteru Miljkov. W 1941 złożył wieczyste śluby mnisze w monasterze Tumane, gdzie żył Ambroży i gdzie przeniosła się wspólnota mnichów z Miljkova. W tym samym roku Pierwszy Hierarcha Rosyjskiego Kościoła Prawosławnego poza granicami Rosji Anastazy wyświęcił go na hierodiakona, a następnie na hieromnicha i skierował do służby w rosyjskiej cerkwi Trójcy Świętej w Belgradzie. Był również katechetą rosyjskiego korpusu kadetów w Beloj Crkvi.
W 1945 przeszedł w jurysdykcję Rosyjskiego Kościoła Prawosławnego razem z parafią Trójcy Świętej w Belgradzie, w 1946 otrzymał godność archimandryty. Bez powodzenia ubiegał się o zgodę na wyjazd do ZSRR, miał nadzieję, że będzie tam mógł służyć odradzającej się Cerkwi.
W 1949 wyjechał z Jugosławii do Szwajcarii, w Genewie zamieszkał razem ze swoim bratem, który był biskupem pomocniczym tamtejszej eparchii Rosyjskiego Kościoła Prawosławnego poza granicami Rosji. Wrócił do Cerkwi Zagranicznej i służył w różnych parafiach emigracji rosyjskiej we Francji, Belgii (od 1952 do 1957 mieszkał w Brukseli) i Szwajcarii. W Brukseli współtworzył pierwszą szkołę rosyjską dla dzieci emigrantów, organizował letnie obozy dla rosyjskiej młodzieży, utworzył w Brukseli sekcję emigracyjnej organizacji młodych Rosjan „Witiaź”.
W 1957 przyjął chirotonię biskupią i został wikariuszem eparchii genewskiej i zachodnioeuropejskiej z tytułem biskupa brukselskiego. Wielokrotnie podróżował po eparchii, w szczególności odwiedzał monaster Leśniańskiej Ikony Matki Bożej w Chavincourt-Provemont. Regularnie spotykał się z młodzieżą. W soborze Podwyższenia Krzyża Pańskiego w Genewie przywrócił regularne nabożeństwa wieczerni i jutrzni, prywatnie odprawiał pełny dobowy cykl nabożeństw. Prowadził również pielgrzymki do Palestyny oraz do sanktuariów zachodnioeuropejskich związanych ze świętymi z okresu niepodzielonego chrześcijaństwa przed schizmą wschodnią, sam podróżował na górę Athos. Osobiście redagował i drukował pismo eparchialne.
Pisał na temat ekumenizmu, opowiadał się za współpracą, a w dalszej konsekwencji – połączeniem Rosyjskiego Kościoła Prawosławnego poza granicami Rosji z Patriarchatem Moskiewskim, przeciwko samoizolacji Cerkwi Zagranicznej. Przyjmował do parafii rosyjskich konwertytów francuskich i holenderskich, odprawiał dla nich nabożeństwa w języku francuskim.
Po sześciu latach został ordynariuszem tejże eparchii, dwa lata później otrzymał godność arcybiskupa. Od 1987 do śmierci był ponadto zastępcą Pierwszego Hierarchy Rosyjskiego Kościoła Prawosławnego poza granicami Rosji. Zmarł w 1993 i został pochowany w soborze w Genewie obok swojego brata.
Autor fresków w rosyjskiej cerkwi św. Mikołaja w Lyonie.